# Дан-ноћ (биљка)
Дан-ноћ (маћухица, тробојна љубичица, љубичица, милованка, сиротица или шарена љубичица; лат. Viola tricolor), је биљка из породице љубичица (Violaceae).

## Опис биљке
Може бити једногодишња или вишегодишња зељаста биљка са танким, разгранатим полеглим стаблом. Листови су на дршкама, срцастоокруглог облика по ободу су зупчасти са добро развијеним залисцима. Цветови су појединачни, на дугачким дршкама са разнобојним круничним листићима - вршни су тамније, а бочни светлије љубичасти док је доњи беложућкаст (лат. tricolor = тробојна). Плод је чахура. 

## Дрога и хемијски састав
Употребљава се надземни део процветале биљке (Violae tricoloris herba). Као лек се употребљава само дивља, пољска врста. 
Дрога садржи:
- салицилну киселину,
- етарско уље,
- гликозиде (од којих потичу боје цвета),
- сапонине,
- око 10% слузи,
- шећере,
- витамин Ц,
- мало танина и др.

- Viola tricolor
- Viola tricolor
var. tricolor
- Viola tricolor
- Viola tricolor
var. maritima
- Viola tricolor
- Viola tricolor
- Viola tricolor
- Viola tricolor
- Viola tricolor
var. maritima

## Употреба
Због присуства салицилне киселине користи се споља код псоријазе, екцема, акни, дерматитиса тако што се чајем испирају оболела места, а густа маса (талог) се ставља као облога. Користи се за излучивање мокраће и против упале мокраћне бешике, код катара дисајних органа (обавезни је састојак сирупа за искашљавање), код грозничавих стања и реуматских болести. 
Користи се у облику чаја, сирупа, облога и течности за испирање. Код повећаних доза и употребе дуже од 4-6 недеља може да се јави мучнина.